# ファイナリスト
ファイナリスト (Finalist; [ˈfaɪnəlɪst]) とは、ある競技会、大会における決勝戦（優勝戦）または最終選考に進んだ者、或いは団体に与えられる呼称。決勝進出者または最終選考進出者のこと。予選を勝ち抜き決勝に進出できる者は、競技の全参加者のうち一握りに限られるため、大きな大会でファイナリストとなることは栄誉なこととされる。
ノックアウトトーナメント方式の大会などではこのファイナリストの枠は基本的に2枠しかない。決勝はこのファイナリストという称号を勝ち取った2者によって、1つしかない優勝者（チャンピオン）という称号が争われる。
多くの競技でオリンピック、世界選手権などは8位までが入賞となっているのは陸上や水泳のトラック短距離種目が8人（レーン）で競われる事からである。ファイナリストとは基本的に決勝戦の直前まで使われる呼称ではあるが、入賞と同義語であり言葉の響きの良さから競技後も入賞者にさらなる敬意を込める呼称として使われる。陸上競技長距離種目（マラソンなど予選なしの競技は除く）のように多数の競技者によって決勝が行われる場合、当然ファイナリストも多数となる。しかし、多人数で競われる競技であってもファイナリストとなることは優勝・準優勝や入賞に次ぐ栄誉であり、その競技におけるトップレベルの選手であることの証明である。
日本の公営競技のうち、競輪、競艇、オートレースでは優勝戦に進出することを、優出（ゆうしゅつ）と呼ぶ。
TBSのテレビ番組のSASUKEなどサバイバルアトラクション系の番組で最終関門に到達した出場者をファイナリストと呼ぶこともある。SASUKEは3rd STAGEまでに全ての挑戦者が脱落することもあり、その場合ファイナリストは存在しない。